# Ondine (platenlabel)
Ondine is een Fins platenlabel, dat gevestigd is in Helsinki.
Het platenlabel werd in 1985 opgericht om een eenmalige uitgave te verzorgen van de muziek die gespeeld wordt op het Kuhmo Kamermuziekfestival. Het bleek vooral in Finland zelf een succes. De eerste 50 albums worden door de stichter Reijo Kiilunen zelf verzorgd. Internationaal succes verkreeg men met de uitgave van de opera Thomas van Einojuhani Rautavaara. Dit bracht een doorbraak in die zin, dat men op zoek moest naar distributiekanalen voor de gehele wereld. Inmiddels is het onafhankelijk label overal verkrijgbaar, weliswaar soms met enige vertraging. Albums komen soms eerst in Finland uit voordat de gehele wereld bediend wordt. 
Bij de uitgaven ligt de nadruk op hedendaagse klassieke muziek van Finse componisten ,maar ook ouder werk en werk van buitenlandse componisten is in de catalogus te vinden. Hoofddraad de laatste jaren wordt gevormd door het uitgeven van het oeuvre van Rautavaara. Het label staat net als de Zweedse concurrent BIS Records en het Duitse ECM Records bekend vanwege haar heldere opnametechniek.
Het heeft een los samenwerkingsverband met het Finse Radiosymfonieorkest, dat door YLE, de Finse omroep, in staat wordt gesteld minstens 5 premières per jaar te verzorgen. Ondine komt dan ook regelmatig met eerste uitvoeringen c.q. opnamen.
De uitgaven verschijnen in niet al te grote oplagen. Sommige albums zijn uitverkocht; via Arkivmusic in de Verenigde Staten kan men dan soms een enkel exemplaar laten persen; men krijgt dan een origineel exemplaar met dito boekwerkje.